# Amedeo Molnár
Amedeo Molnár (24. ledna 1923 Praha – 31. ledna 1990 Praha) byl český teolog, vysokoškolský pedagog a historik, ve své době přední badatel v oboru medievistiky, světově známý především studiemi o české a evropské reformaci a středověkém kacířství. Jako polyhistor klasické vzdělanosti byl znalcem patristiky, valdenství, Husa a husitství a teologického vývoje Českých bratří.

## Život
Narodil se jako mladší syn elektroinženýra Bedřicha Molnára a učitelky Anity, rozené Selli. Studoval na Jiráskově gymnáziu v Praze, kde byl jeho učitelem literární historik Felix Vodička. Zde byl za Protektorátu Čechy a Morava pro své výborné znalosti němčiny (otec pocházel z Vídně) a přátelství se studentem Roubíčkem (umučen v koncentračním táboře v Terezíně) při maturitě v roce 1942 účelově označen jako příslušník židovské rasy. Po maturitě absolvoval v letech 1942–1945 teologický kurs, organizovaný v době německé okupace Synodní radou Českobratrské církve evangelické. České vysoké školy totiž byly za války zavřeny.
V letech 1944 a 1945 byl vikářem v Železném Brodě. Po osvobození Československa se zapsal v letním semestru 1945 jako posluchač na Husovu fakultu v Praze a zároveň i na Filozofickou fakultu Karlovy univerzity. V letech 1945 a 1946 studoval ve francouzském Štrasburku.
Roku 1947 se stal asistentem na Husově teologické fakultě v Praze a v březnu 1948 zde obhájil doktorskou práci o Lukáši Pražském. V květnu téhož roku získal i doktorát univerzity ve Štrasburku (o druhé generaci Jednoty bratrské). Roku 1949 se habilitoval na Husově fakultě pro obor církevních dějin (Boleslavští bratři) a – po rozdělení bohosloveckých fakult na husitskou a evangelickou – v roce 1950 se stal docentem historické symboliky na Komenského evangelické bohoslovecké fakultě. Tehdy se oženil s bohoslovkou Marií, rozenou Harantovou (1927–2018), která od roku 1952 působila jako vikářka, resp. farářka Českobratrské církve evangelické na sborech Praha-Kliment, Horní Počernice a Kladno). V roce 1964 se jim narodila dcera Marie.
V letech 1957–1961 působil jako tajemník komise pro vydávání Husových spisů v Ústavu pro českou literaturu při Československé akademii věd. Od roku 1962 až do své předčasné smrti v roce 1990 byl Molnár profesorem na katedře církevních dějin na Komenského evangelické teologické fakultě a od roku 1964 zároveň i profesorem dějin valdenství na Facoltà Valdese di Teologia v Římě. V letech 1982–1990 pak vyučoval církevní dějiny a dějiny dogmatu paralelně dokonce i na Husově československé bohoslovecké fakultě v Praze.
V roce 1967 mu byl udělen univerzitou v Paříži doktorát honoris causa. Během svého působení na Komenského fakultě v Praze byl A. Molnár opakovaně zvolen do funkce děkana (1972–1978, 1984–1986, 1989) či proděkana této fakulty. Děkanskou funkci vykonával i v náročné politické situaci komunistické normalizace, kdy byla chvílemi ohrožena i samotná existence fakulty. Tíha odpovědnosti a politického tlaku se však podepsala na jeho zdravotním stravu. Ve funkci děkana se v roce 1990 podstatně zasadil o znovuzačlenění teologické fakulty do rámce Univerzity Karlovy.

## Dílo a myšlenky
Molnárovu badatelskou i pedagogickou činnost charakterizovala nejen mimořádná šíře odborných znalostí, ale i vědomí odpovědnosti za svěřenou instituci a především za lidi v ní. Hluboké porozumění teologie reformace, jejích biblických kořenů i odkazu patristiky, dovedlo Amedea Molnára k teologii krize. Přednáškou na toto téma uzavřel předčasně své pedagogické působení. Znalec reformace, která zůstala vždy ohniskem jeho badatelského zájmu, razil teorii „prvé reformace“ (i.e. hnutí a církve, která kladla důraz na autoritu zákona Božího ve smyslu Ježíšova „Kázání na hoře“ s eschatologickým výhledem ke konečnému dovršení Kristova kralování ve světě. Tato hnutí bývají v literatuře obecně označována za kacířská, v jiných, převážně německých, studiích jsou pak často deminutivně označována za „předreformační“. Výrazným rysem těchto hnutí je nesmlouvavá kritika společnosti, která se nezastává „uražených a ponížených“. Do této skupiny patří valdenští, Jan Hus, husitství a mladí Čeští bratři). „Druhá reformace“ (Martin Luther, Jan Kalvín etc.) je sice teologicky radikálnější (ve smyslu pavlovských listů se opájí radostí z daru milosti a svobody v zástupné oběti Kristově), ale společensky je opatrnější, konzervativnější, přístupnější ke kompromisům a má snad až nadměrnou důvěru ke světské moci.
Toto rozlišování vývoje reformace na první a druhou vzbudilo (dodnes neukončenou a nestrávenou) diskusi historiků a teologů nejen o zařazení a typologizaci jednotlivých osobností a směrů, ale i o jejich případné restauraci či odvolání hanlivého označení kacíř. (Např. Husovo místo v evropské reformaci, in: ČČH 1966.) Ve vztazích jak k reformaci české, tak světové, sledoval Amedeo Molnár se skepsí vývoj orientace protestantismu, o jehož reformační identitu projevoval obavy. Při vší úctě k ekumenickým snahám církví cítil odpovědnost za uchování povědomí o závažných akcentech reformačních korektur a náprav. Specifika protestantismu, především důraz na předávání čistého učení, hrála i v jeho osobním životě podstatnou roli. Varoval před rozbředlostí a ústupky z neznalosti. Ve slábnoucím eschatologickém očekávání a sílící institucionalizaci církve odhalil příčinu jejího selhání v dějinách. Ta pak neodolala pokušení moci.
Českým čtenářům umožnil publikacemi Patrologie v kostce (1950) a Lístky o mladé církvi (1952) vhled do patristiky. Ve svých četných studiích o různých středověkých hnutích vzdoru a nápravy církve, jejichž označování za kacířské jej někdy až zraňovalo, se spolu s těmito reformátory utíkal k jediné autoritě – Ježíši Kristu. Dynamickou silou pak zůstává živá eschatologická naděje.
Zahraniční věhlas a respekt si Molnár získal především svými studiemi a monografií o Valdenských. Kniha Valdenští. Evropský rozměr jejich vzdoru (1973) se během několika let dočkala různých vydání: opakovaných, rozšířených, doplněných a přeložených do cizích jazyků (Storia dei Valdesi (1974), Les Vaudois au Moyen Age (ve spolupráci s J. Gonnetem, 1974), A Challenge to Constantinism. The Waldensian Theology in Middle Ages (1976), Die Waldenser (1980)).
Dalším titulem, který dosud budí pozornost, je vypravěčsky mimořádně zdařilá kniha Na rozhraní věků. Cesty reformace (1985, 2007), která představuje protagonisty české a evropské reformace (Jana Husa, Jana Kalvína, Martina Luthera, Huldrycha Zwingliho a Jednotu bratrskou) v krátkých, literárně brilantních portrétech. V mistrné zkratce tu autor přibližuje kulturní a náboženský zápas, který se odehrál v Evropě v 15. a 16. století. Reformátory staví z piedestalů zpátky na zem, nezamlčuje jejich konflikty a vnitřní zápasy a klade důraz na jinak přehlížené zřetele. Knihu v roce 2007 nově uspořádala a předmluvou opatřila Dr. Noemi Rejchrtová.